# Vidrișoara, Alba
Vidrișoara este un sat în comuna Avram Iancu din județul Alba, Transilvania, România.